# کرویس
کرویس (به انگلیسی: Caerwys) یک شهرک در ولز است که در فلینتشر واقع شده‌است. کرویس ۱٬۲۸۳ نفر جمعیت دارد.